# Joséphine de Leuchtenberg
Pour les articles homonymes, voir Joséphine.
Titres
Reine consort de Suède et de Norvège
8 mars 1844 – 8 juillet 1859
(15 ans et 4 mois)
Princesse héritière consort de Suède et de Norvège
(Duchesse de Södermanland)
22 mai 1823 – 8 mars 1844
(20 ans, 9 mois et 15 jours)
Duchesse de Galliera
28 mai 1813 – 1837
Joséphine de Leuchtenberg, née Joséphine de Beauharnais le 14 mars 1807 à Milan et morte le 7 juin 1876 à Stockholm, en Suède, est reine de Suède-Norvège de 1844 à 1859. 
Fille aînée du prince Eugène, princesse de Bologne dès sa naissance et, à partir de 1813, duchesse de Galliera suo jure, elle est mariée au roi Oscar Ier de Suède. 

## Famille
Son père est le prince Eugène de Beauharnais, fils de Joséphine de Beauharnais et beau-fils et fils adoptif de Napoléon Ier. Par sa mère la princesse Augusta-Amélie de Bavière, fille du roi Maximilien Ier de Bavière, Joséphine est également descendante des anciens rois de Suède par Catherine Vasa, fille de Charles IX.

## Biographie

### Jeunesse
Joséphine nait dans la résidence du Vice-roi à Milan le 14 mars 1807. Elle est l'aînée des enfants du vice-roi d'Italie, Eugène de Beauharnais. Il est nommé par Napoléon en 1805. Au baptême, Joséphine reçoit les noms de Joséphine Maximilienne Eugénie Napoléone ; le prénom après un vœu de Napoléon, le dernier en hommage à lui. Quelques mois seulement après sa naissance, elle est nommée princesse de Bologne le 29 décembre et le 28 mai 1813, elle est nommée duchesse de Galliera. Durant son enfance, elle vit au château de Monza, en périphérie de Milan. Après la chute de Napoléon en 1814, Eugène de Beauharnais tente de se proclamer roi d'Italie. Lorsque cela échoue, la famille doit partir pour Munich. En 1817, il achète la ville et le titre de prince d'Eichstädt où la famille s’établit, et il est nommé duc de Leuchtenberg. En hiver, la famille vit à Munich, l’été au château d’Ismaning et l’automne à Eichstädt. La langue maternelle de Joséphine est le français et, avec ses frères et sœurs, elle apprend également l'allemand, l'italien et l'anglais. Les autres matières sont l'arithmétique, l'histoire, la géographie et l'astronomie. Le 24 mars 1821, Joséphine est confirmée par un prêtre catholique. En tant que sœur aînée, elle doit également prendre soin de ses petites sœurs. Le philosophe allemand Friedrich von Schelling, qui travaille à Munich, la décrit comme une enfant ravissante et gaie.

### Mariage
Le roi de Suède Charles XIV Jean s’engage sérieusement dans le mariage du prince héritier Oscar à partir de 1821. Le roi considère que certaines princesses de cet âge sont particulièrement intéressantes. En mai 1822, le prince héritier, âgé de 23 ans, entreprend une tournée en Europe pour rencontrer ces princesses. À Copenhague, il rencontre les princesses Caroline et Wilhelmine, âgée de 29 et 15 ans. Aux Pays-Bas, il visite la cour royale et se passionne pour la princesse Marianne ; son âge, 12 ans, signifie cependant que le mariage ne serait pas effectif dans l'immédiat.
Le 23 août, Oscar se rend à Eichstädt où il rencontre Joséphine, âgée de 15 ans, et ses frères et sœurs. Avant l'arrivée du prince héritier, le père de Joséphine, le prince Eugène, l'a accompagnée dans le parc et lui a expliqué le but de la visite du prince héritier. Le prince héritier l'aime et, le 26 août, il lui touche la main. Que Joséphine soit catholique est une question discutée avant le mariage. Elle est croyante, alors que son père est religieusement indifférent. Cependant, le père demande que le prince héritier suédois, par courtoisie à l'égard de la mère de Joséphine, la laisse garder sa foi. Les conseillers suédois Wetterstedt et Löwenhielm ont des opinions divergentes sur ce qui est le plus approprié. Il y a cependant un précédent : la reine Désirée a conservé sa foi catholique lorsqu'elle devient reine de Suède. Le document de mariage stipule seulement que Joséphine participerait aux cérémonies de l'Église.
Le prince héritier Oscar revient en Suède et Joséphine commence à apprendre le suédois. À son retour à Munich en février 1823, le comte Wetterstedt s'aperçoit que Joséphine a fait d'énormes progrès dans la langue : « J'ai déjà eu l'honneur de mener des entretiens en suédois avec Son Altesse Royale plus d'une demi-heure. » La cérémonie de mariage catholique a lieu à Munich le 22 mai 1823, en l'absence du prince héritier. Joséphine est amenée à l'autel par son père Eugène tandis que le prince héritier Oscar est représenté par l'oncle maternel de Joséphine, le prince Charles-Théodore de Bavière. Deux jours plus tard, elle quitte la maison familiale en compagnie de la comtesse Marcelle Tascher de la Pagerie, de la baronne Wurms et de sa femme de chambre, Berta Zück, pour se rendre en Suède. À Lübeck, Mariana Koskull et la comtesse Brahe rencontrent le cortège et prennent place dans le navire de ligne Carl XIII. À Vaxholm, le prince héritier Oscar monte à bord et lorsque le navire arrive à Stockholm le 13 juin 1823, des dizaines de milliers de personnes sont rassemblées sur les plages.
Lorsque le navire arrive à Stockholm, Joséphine et la reine embarquent dans le sas de Vasaorden et arrivent à Manilla, dans le sud de Djurgården. Sur le pont, le roi et le prince héritier attendent. Les femmes se rendent ensuite avec huit chevaux blancs au château de Haga où elles sont accueillies par la princesse Sophie-Albertine, sœur du défunt roi Charles XIII. Joséphine reste quelques jours à Haga avant la confirmation de la cérémonie du mariage catholique lors d'une cérémonie qui se déroule dans la Grande Église de Stockholm le 19 juin. Il s'ensuit une série de festivités qui se terminent au Théâtre royal et comprennent la représentation du festival de Per Adolf Granbergs Freja sur une musique de Franz Berwald et l'opéra La Clémence de Titus de Mozart. Avant le mariage, le père du marié, le roi Charles XIV Jean, supprime des traditions telles que la danse du flambeau, les dîners publics et la gestion de lits, qui ont été utilisées pour les mariages royaux en Suède.

### Visite en Norvège
Le 12 février 1824, le roi décide de nommer le prince héritier au poste de vice-roi de Norvège et de l'y envoyer avec Joséphine. Dans la politique norvégienne, la question dite du veto est devenue une question importante en 1821. À l'origine, le roi ne dispose que d'un droit de veto suspensif, mais en août 1821, le roi propose des amendements à la Constitution norvégienne qui lui donneraient un veto absolu. En retour, le roi est prêt à répondre à un certain nombre de demandes norvégiennes. La vague de royalisme qui a déferlé sur Stockholm au cours de l'été 1823 espère que le roi se retrouverait à Kristiania, ce qui rendrait le Storting, le parlement norvégien, encore plus compatissant. Le voyage du prince héritier en Norvège a été reporté à la mort du père de Joséphine, le 21 février 1824. Le 5 avril, le couple quitte Stockholm et passe par Västerås, Örebro, Karlstad, Kongsvinger et se rend à Kristiania, où il arrive le 11 avril. Le couple princier vit à la résidence royale de Kristiania. Le matin, Joséphine accueille des réceptions et les après-midis, elle effectue des visites officielles dans des écoles ou des églises. Le soir, ils ont des invités puis, ensuite, ils examinent en commun les documents qui demandent la signature du prince héritier. Après six semaines, le couple se rend à l’abbaye de Herrevad, en Scanie, pour assister aux exercices militaires. Ils rentrent à Kristiania en août. Lorsque le parlement refuse d'accorder un veto absolu au roi, le prince héritier est présent lors de la dissolution du parlement. Après la dissolution, le prince héritier fait un tour de la Norvège. Le 11 octobre, ils quittent Kristiania pour retourner en Suède via Fredrikshald.

### Enfants
Joséphine n'a que 16 ans à son mariage et est « étroite comme un tuyau d'orgue », mais elle grandit en quelques années. Söderhjelm (1944) déclare qu’« elle était belle à regarder : grande, intelligente, élégante, simple et avec en même temps une démarche gracieuse. » Joséphine et son beau-père s'aiment beaucoup ; un spectateur contemporain décrit comment Joséphine avait l'habitude de remplir ses poches de caramels. Le 3 mai 1826, nait le premier enfant du prince héritier, Charles. Quelques années plus tard, quatre frères et sœurs sont nés. Pour les enfants, des chambres individuelles ont été aménagées dans la partie donnant sur le château de Stockholm et donnant sur la cour. À l'automne de 1834, les deux fils aînés sont suffisamment adultes pour être pris en charge par deux professeurs, le philosophe Christopher Jacob Boström et le professeur de norvégien Otto Aubert. Joséphine donne à Aubert de grands pouvoirs en matière de discipline. Dans une lettre à sa tante, Joséphine explique comment elle veille à gâter les enfants. Aubert lui-même écrit sur cette période de sa vie et insiste, entre autres choses, que la princesse héritière est toujours belle, simple, naturelle et avec laquelle il est agréable de dialoguer. Il s’étonne de son éducation ; une fois, elle lui demande quel est son avis à propos du philosophe allemand Friedrich Schlegel.
Le prince héritier Charles tombe amoureux de l'une des dames de compagnie de Joséphine, mais cela, en 1848, s'arrête parce que Sigrid Sparre quitte la cour, sous ordre de Joséphine, malgré les protestations du prince héritier. Cependant, chez Charles XV, elle laisse une trace indélébile ; à sa mort, il avoue au frère de Sigrid Sparre : « Ta sœur a été mon seul amour - si elle était devenue mienne, j'aurais été une autre personne ». Charles XV pense que derrière l'action résolue de sa mère, se cache l’œuvre de son confesseur catholique, Jacob Studach, et l'événement renforce son antipathie contre le catholicisme. Pour lui, le catholicisme est devenu le même que le jésuitisme et le sécrétisme. Lorsque Charles devient régent en 1857 à la suite de la maladie de son père, le Riksdag, le parlement suédois, est engagé dans la question de la liberté de religion, notamment l'abolition du Konventikelplakatet, question soutenue par Oscar Ier. Secrètement, Karl travaille comme régent pour que le Riksdag retire la proposition, ce qui se produit finalement. Joséphine a avec le roi Oscar Ier 5 enfants :
- Charles XV (1826-1872)
- Gustave (1827-1852)
- Oscar II (1829-1907)
- Eugénie (1830-1889)
- Auguste (1831-1873)

### Influence politique
Lorsque Oscar devient roi, Joséphine acquiert une influence accrue sur la politique et, pour Oscar, sa femme devient son seul conseiller de confiance. Son influence concrète est difficile à prouver, mais les lettres conservées de Joséphine à sa tante la reine Élisabeth montrent qu'elle tente de rétablir la paix dans la guerre du Schleswig-Holstein, qui prend fin en 1848. Le prince héritier Charles la désigne comme à l'origine du traité de novembre 1855 conclu entre la Suède-Norvège d’un côté et la France et la Grande-Bretagne de l'autre (Joséphine est cousine de Napoléon III et marraine du prince impérial Louis Napoléon Bonaparte). Dans chaque cas, elle joue un rôle important dans la diplomatie secrète d'Oscar Ier. Son fils, le futur roi Charles dut dire une fois, compte tenu de son influence: « Quand je deviendrai roi, je ne laisserai pas la France prendre le contrôle ! ». Lorsque l'état de santé du roi se détériore, ils tentent d'abord de le dissimuler : en 1857, ils font signe au public, mais Joséphine lève la main du roi pour faire signe de la main.

### Foi religieuse
Lorsque Joséphine vient en Suède pour la première fois, l’aumônier du château familial, Jakob Lorenz Studach, la suit. Il devient son fondateur à Stockholm, mais également prend part à la petite paroisse catholique de Stockholm. Le fait d'être catholique en Suède à cette époque est limité par de dures restrictions et la foi catholique est interdite aux Luthériens. Les Suédois convertis au catholicisme sont punis. La petite congrégation est donc à la fois petite et pauvre. Studach, comme sa femme de chambre Bertha Zück, reste son amie la plus proche en Suède et les trois s'appellent souvent « Trion » à la cour. Après l’édit de tolérance de Gustave III en 1781, l'Assemblée catholique a quatre dirigeants ou « vicaires apostoliques ». Après la mort de Johann Baptist Gridaine, confesseur de la reine Désirée, en 1833, Studach devient le nouveau chef de la congrégation. La congrégation est pauvre, mais Studach réussit à collecter des fonds de l’étranger pour la construction d’une église catholique, la chapelle Eugenia, à Norra Smedjegatan à Stockholm. Ce nom est un hommage à la fois à la princesse héritière et à la reine, dont le prénom est Eugénie, mais également au père de la princesse héritière, Eugène de Beauharnais.
La foi catholique de Joséphine est forte toute sa vie. Selon Lundebeck (1943), après la naissance du prince héritier Charles, le consistoire lui demande d'assister à une célébration de l'église protestante dans la Grande Église de Stockholm, un souhait que le roi Charles Jean a accepté. La cérémonie veut que Joséphine plie un genou devant l'archevêque. Selon Lundebeck, Joséphine est la plus réticente à y assister. Le 28 septembre 1844, Joséphine est couronnée reine dans la Grande Église de Stockholm. Cependant, ni Oscar Ier ni Joséphine ne sont couronnés en Norvège. Le gouvernement norvégien voulait certes un message sur le couronnement, mais il note que la cathédrale de Trondheim est vétuste et qu'une rénovation entraînerait des coûts importants. En Norvège, l'évêque de Trondheim, Hans Riddervold, s'oppose à ce que la reine soit couronnée pour des raisons appartenant à l'État : selon la Constitution norvégienne, la reine est de toute façon exclue du gouvernement et le couronnement ne serait qu'une cérémonie à vide. Oscar Ier ne veut pas être couronné en Norvège à moins que la reine ne soit couronnée en même temps. La question du couronnement norvégien revient plusieurs fois jusqu'en 1853 sans jamais être réalisée. Braun (1950) n'exclut pas la résistance de Hiddervold due à la foi catholique de la reine Joséphine. Lundebeck (1943) affirme que l'évêque norvégien refusait de couronner une reine catholique. Dans l’Église catholique de Suède, Joséphine est vénérée depuis sa mort en tant que grande bienfaitrice et l’une des figures les plus importantes de l’Église en Suède après la Réforme.

### Veuvage
En 1852, en raison de la mauvaise santé d'Oscar Ier, les médecins recommandent une excursion de santé à Bad Kissingen, en Allemagne. En juillet de la même année, le couple royal de Stockholm voyage avec la princesse Eugénie et le prince Gustave. À Munich, Joséphine peut rendre visite à sa sœur Theodolinde. Le roi est bientôt en meilleure santé et début septembre, la famille rentre chez elle. De Lübeck, ils prennent la corvette à vapeur Thor jusqu’en Norvège, mais à cause du grand lac, ils jettent l’ancre au large de Frederikshavn sur la côte est danoise. Alors que la famille attend à Kristiania, le roi décide de poursuivre le voyage malgré la tempête sur le Kattegat. Le bateau fait que le prince Gustave reste dehors toute la nuit. Lorsque le navire arrive à Kristiania le 16 septembre, le prince a une forte fièvre. La fièvre typhoïde est rapidement diagnostiquée et il devient plus faible. Le 24 septembre, il meurt.
Après la mort soudaine du prince Gustave, le roi et la princesse Eugénie tombent très malades. Joséphine écrit au médecin d'Oscar, Magnus Huss, à Paris, pour lui demander de revenir le plus rapidement possible. Lorsque Huss ait examiné le roi de plus près, il sent que sa vie est en danger. Dans une lettre de Fredrika Bremer, elle écrit que les médecins ont prédit la mort d'Eugénie. Bremer écrit également que la reine veille sur les deux maladies et que sa colère vieillissait très rapidement. Selon l'archevêque Reuterdahl, la reine et son aumônier se seraient enfermés dans la chapelle de prière catholique du palais et auraient prié Dieu. Bientôt, il y a une amélioration chez le roi malade, une amélioration que Joséphine attribue au pouvoir de la prière.
Cependant, Oscar meurt en 1859 et Joséphine devient veuve.
En 1872, Joséphine se rend au Portugal pour rendre une dernière visite à sa sœur mourante, Amélie de Leuchtenberg, veuve de l'empereur du Brésil, Pierre Ier. Par Paris, elle arrive à Madrid où elle est reçue par le roi d'Espagne, Amédée Ier à l’Escurial. À Lisbonne, elle rencontre sa sœur malade des poumons pendant une quinzaine de jours. Une chose dont elles discutent probablement est le testament d'Amélie qui fait de Joséphine la principale héritière de la grande fortune d'Amélie. Joséphine prend également en charge l'Hospicio Donna Maria Amélia, une maison de repos et de soins du poumon située à Madère, du nom de la fille d'Amélie, Marie-Amélie, décédée en 1853. Le voyage dure plusieurs années, passant par Lourdes et en Bavière. En rentrant chez elle le 18 septembre 1872, elle reçoit un télégramme à Hambourg indiquant que son fils Charles XV est très malade. Le roi, malade, meurt le même jour à Malmö et Joséphine s'y rend deux jours plus tard.
En mai 1875, Joséphine se rend à Rome pour rencontrer le pape. Le voyage est entrepris incognito en tant que comtesse de Tullgarn. À Rome, elle est reçue par le roi Victor-Emmanuel II qui l'accompagne dans Rome. Elle est reçue par le pape Pie IX, avec lequel elle est en contact par lettre depuis les années 1850. Elle profite également de l'occasion pour voir les sites touristiques de Rome. Malgré son âge, elle se dépêche de grimper jusqu'au dôme de Saint-Pierre. En rentrant chez elle, elle reste dans sa ville natale de Milan et également à Bologne, où Napoléon l’avait nommée princesse de Bologne, titre qu'elle avait occupé jusqu'à l'âge de sept ans. À Tegernsee, en Bavière, elle a l'intention de rencontrer son oncle Charles de Bavière ; malheureusement, celui-ci est désarçonné par son cheval quelques jours avant la rencontre et meurt sur le coup. À Salzbourg, elle a la chance de rencontrer l'ex-impératrice des Français, Eugénie de Montijo, veuve de Napoléon III.

### Décès
Au cours de l'hiver 1875/1876, la reine douairière Joséphine s'affaiblit et le 24 mai 1876, elle est atteinte d'une pneumonie compliquée d'une maladie cardiaque le 3 juin. Elle demande à l'ancien ministre de la Justice, Louis De Geeratt, d'être son exécuteur testamentaire pour une fortune de 9,5 millions de couronne suédoise. Le 6 juin, elle reçoit les derniers sacrements et le 7 juin à 15 h 30, elle meurt. Ses dernières paroles sont : « Ce que je suis heureuse! ... Maintenant je rentre chez moi ... Je te remercie, mon Dieu! ». Les funérailles ont lieu le 21 juin dans le Seraphim Hall du château de Stockholm, selon les rites de l'Église catholique. Le lendemain, les funérailles ont lieu dans l'église de Riddarholmen. Une homélie est dite par l'archevêque Anton Niklas Sundberg puis le cercueil est placé dans la crypte des Bernadotte.

## Lieu d'inhumation
La reine Joséphine est inhumée dans la crypte située sous la chapelle Bernadotte de l'église de Riddarholmen de Stockholm.

## Titulature
- 14 décembre 1807 — 29 décembre 1807 : Son Altesse Impériale Joséphine, princesse d'Italie.
- 29 décembre 1807 — 28 mai 1813 : Son Altesse Impériale Joséphine, princesse de Bologne[1].
- 28 mai 1813 — 14 avril 1814 : Son Altesse Impériale Joséphine, princesse de Bologne, duchesse de Galliera.
- 14 avril 1814 — 14 novembre 1817 : La duchesse Joséphine de Galliera.
- 14 novembre 1817 — 22 mai 1823 : Son Altesse Sérénissime la princesse Joséphine de Leuchtenberg, duchesse de Galliera.
- 22 mai 1823 —  1837 : Son Altesse Royale la princesse héritière de Suède et de Norvège, duchesse de Södermanland et duchesse de Galliera.
- 1837 —  8 mars 1844 : Son Altesse Royale la princesse héritière de Suède et de Norvège, duchesse de Södermanland.
- 8 mars 1844 —  8 juillet 1859 : Sa Majesté la reine de Suède et de Norvège.
- 8 juillet 1859 —  7 juin 1876 : Sa Majesté la reine douairière de Suède et de Norvège.

### Armes et monogramme

Armoiries de la princesse Joséphine de Leuchtenberg.
Armoiries de la princesse Joséphine.
Monogramme de la reine Josephine.